# A Szórád-ház
A Szórád-ház 1997-ben készült színes, magyar tévéfilmsorozat, amit Mihályfi Imre rendezett. A forgatókönyvet Marosi Gyula írta, a történet pedig a címbeli Szórád családról szól, akik közül a családfő csak arra hagyja rá a vagyonát, aki visszavásárolja a család ősi földjét és művelni kezdi azt. 
A főbb szerepekben többek közt Mádi Szabó Gábor, Pásztor Erzsi, Szirtes Ági, Ujlaki Dénes és Szarvas József látható.
A műsort az MTV1 adta 1997. szeptember 14-től október 5-ig. A sorozat nagy sikert aratott, epizódonként átlagosan három és félmillióan követték nyomon.
1998-ban a Monte-Carlo-i Televíziós Fesztiválon Szarvas József minisorozat kategóriában a legjobb férfi színész díját kapta.

## Cselekmény
|  | Alább a cselekmény részletei következnek! |

Idősebb Szórád Imre elhatározta, hogy visszavásárolja a Szórád-földeket. A fiának Imrének akarja adni mivel a fia elvesztette a munkahelyét. A családban senki nem örül ennek. Teréz, a második gyermek közjegyző. Férjével Tónival két gyermeket nevelnek. Géza, a legfiatalabb fiú most nősült, felesége gyermeket vár. A nagyapa pedig nem gondolja meg magát, abban reménykedik, hogy valamelyik gyermekének mégis megjön a kedve a földműveléshez. A nagyapa nagyon sokat gondolkodik. Végül visszavásárolják a földeket. Fia, Imre nagyon örül ennek. Tóni neki ad egy traktort, mivel a családjával hazaköltöztek, és meg szeretnék művelni a földeket. A család nagyon boldog, de a történet váratlan eseménnyel végződik.
|  | Itt a vége a cselekmény részletezésének! |

## Szereplők
- Mádi Szabó Gábor (Nagyapa)
- Pásztor Erzsi (Nagymama)
- Szirtes Ági (Teri)
- Ujlaki Dénes (Tóni)
- Szarvas József (Imre)
- Csonka Ibolya (Katalin)
- Bagó Bertalan (Géza)
- Szalay Marianna (Irén)
- Kovács Patrícia (Zsuzsa)
- Miller Zoltán (Gergely)
- Kádár Flóra (Asszony)
- Martin Márta (Margit néni)